# 丁不三
丁不三是金庸小說《俠客行》裡頭的人物。
年少時因自認殺人過多，遂「改過自新」，立下毒誓，一日只殺三個人，故外號「一日不過三」。其製作的「玄冰碧火酒」被丁璫拿去調和石破天的陰陽內力。新修版中補充描述其於三兄弟中排行第二，「不三」含意為「不是第三」。